# گای فرلند
گای فرلند (به انگلیسی: Guy Ferland) (زاده ۱۸ فوریه ۱۹۶۶) کارگردان سینما و تلویزیون آمریکایی است.
فرلند در بورلی، ماساچوست متولد شد و در دبیرستان تحسین‌شده‌ی هالیس/بروکلاین در هالیس، نیوهمپشایر تحصیل کرد. پدرش راد فرلند، معلم گروه موسیقی دبیرستان است که با  ارکستر بوستون پاپس ماساچوست نیز می‌نوازد.